# Saitis nanus
Espèce
Saitis nanus est une espèce d'araignées aranéomorphes de la famille des Salticidae.

## Distribution
Cette espèce est endémique du Brésil.

## Publication originale
- Soares & Camargo, 1948 : Aranhas coligidas pela Fundação Brasil-Central (Arachnida-Araneae). Boletim do Museu Paraense Emílio Goeldi, vol. 10, p. 355-409.